# RU.FM
RU.FM — российская музыкальная радиостанция, с 15 ноября 2010 до 10 февраля 2014 года вещавшая в Москве на частоте 94,8 МГц в FM-диапазоне. Формат радиостанции — информационно-музыкальный. С момента начала вещание музыкальная основа претерпела изменения, в итоге сосредоточившись на музыке молодых исполнителей на русском языке, отсутствовавшей на других станциях, но с июля 2013 года формат расширился в сторону русской популярной музыки 1990—2000-х годов в жанре поп и рок. До 15 ноября 2010 года радиостанция называлась «Моя семья».
С момента основания до февраля 2014 года входила в радиохолдинг ЗАО «Мультимедиа Холдинг», принадлежащий Виталию Богданову вместе с радиостанциями «Ultra», Best-FM, Rock FM и Наше радио. С 10 февраля 2014 года станция прекратила свою работу, на её частоте стало вещать Радио «Говорит Москва».

## История
Радиостанция RU.FM зазвучала на частоте 94,8 МГц 15 ноября 2010 года в 14:00, когда на этой же частоте прекратила своё существования радиостанция «Моя семья». Вместе с промовещанием по адресу www.ru.fm был запущен интернет-сайт, через который слушатели радио могли самостоятельно загружать аудиофайлы с песнями, которые хотят услышать в эфире. На самом сайте также велось вещание трёх аудиопотоков под брендами RU.FM Pop, RU.FM Rock и RU.FM Hip-Hop. 
В конце февраля 2011 года основатели радиостанции Андрей Макаров и Марсель Гонсалес покинули её, и в апреле 2011 года изменилось её музыкальное наполнение. Теперь в ротации присутствовала музыка только на русском языке, упор был сделан на песни молодых отечественных исполнителей, которых нет в ротации на других станциях. Летом этого года станция провела рекламную кампанию, разместив её в журналах ОК и Биография.
С конца 2011 года RU.FM (94.8 FM) скорректировала музыкальное наполнение и объявила себя «музыкальной оппозицией», выдвинув собственную версию дальнейшего развития русской поп-музыки.
Летом 2012 года станция организовала серию летних вечеринок на летней веранде Gipsy, а осенью в клубе Stadium Live состоялась Дискотека. RU, где выступили Полина Гагарина, группы «Банд’Эрос», Каста, «Нервы», Батишта, Иракли. С 1 июня 2012 года стартовала совместная акция мультимедийного проекта «Красная звезда» и радиостанции RU FM.
В конце февраля 2013 года «Мультимедиа Холдинг» рассматривала возможность продажи частоты RU.FM, с сотрудниками радиостанции подписывались документы об увольнении по соглашению сторон. Среди возможных покупателей упоминались структуры, представляющие Русскую православную церковь и проект интернет-радио «Вера» (её учредителем является АНО радиоканал «Вера, надежда, любовь», созданный по инициативе частных благотворителей и фонда «Фома-центр»).
22 июля 2013 года программным директор станции становится Андрей Чижов, в связи с чем у RU.FM меняется формат: теперь он представляет собой смесь поп и рок-музыки, преимущественно 1990-х — начала 2000-х годов. Вместе со сменой формата, на радиостанции появляются новые ведущие, среди них Алла Довлатова и Иван Тарелкин.
Радиостанция завершила своё вещание 9 февраля 2014 года в 23:52. Последней песней в официальной ротации станции стала песня группы "Ласковый май" «Белые розы», далее в последние минуты дня звучал вальс «Метель» Георгия Свиридова.
5 декабря 2013 года агентство Интерфакс сообщило о том, что частота вещания RU.FM будет приобретена для новой радиостанции Радио «Говорит Москва», которую возглавил журналист Сергей Доренко. Договорённость с московским правительством на использование бренда «Говорит Москва» (так называлась радиостанция, вещавшая на частоте 92,0 МГц) была достигнута. Новая радиостанция начала вещание 10 февраля 2014 года в 7:00.

## Рейтинги
По данным TNS, доля слушателей RU.FM в общем количестве слушателей радио в период с 1 октября по 23 декабря 2012 года составляла 0,4 %, в среднем в неделю радиостанцию слушали 160 минут, накопленное суточное количество слушателей радиостанции в аудитории 12+ составляет 124 тысячи человек. Таким образом, за 2 года своего существования станция так и не смогла подняться с нижних позиций рейтинга. В последующие месяцы радиостанция продемонстрировала рост аудитории, которая к моменту перезапуска составила 144 тысяч человек в сутки с еженедельным прослушиванием в размере 155 минут, к концу года после переформатирования станции доля и еженедельное прослушивание возросли до 0,7 % и 191 минута соответственно.

## Ведущие
- Андрей Чижов
- Алла Довлатова
- Иван Тарелкин

### Бывшие ведущие
- Женя Комаров
- Аня Селезнёва
- РотоFF (бас-гитарист группы Смысловые галлюцинации)

## Передачи
- Пионерское утро (также на радио Пионер FM)
- SMS Каприз
- Шоу Аллы Довлатовой

### Архивные
- «Москва неоткрыточная»
- «Москва полезная»
- «9ый РотоFF»
- «RUбилово»
- «RUчарт»
- «RUбанок»
- «Навигатор»
- «Выбор программного директора»
- «Глоссарий»